# Jemima Kirke
Jemima Kirke (født 26. april 1985) er en engelsk-amerikansk skuespillerinde. Hun er mest kendt for sin rolle som Jessa Johansson i tv-serien Girls, men har bl.a. også medvirket i spillefilmen Tiny Furniture.